# Komenda Býčkovice
Komenda Řádu německých rytířů v Býčkovicích  je zaniklá komenda řádu německých rytířů, existovala v letech 1253 až 1417.

## Historie
Zbožný rytíř blahoslavený Hroznata daroval roku 1197 tepelskému klášteru v západních Čechách ves Býčkovice, která se postupně stala centrem panství. Protože byly Býčkovice od Teplé příliš vzdáleny, pronajali je premonstráti v Teplé roku 1233 řádu německých rytířů, který pak roku 1282 získal Býčkovice dědičně.
Řád zde zbudoval postupně výnosné a dobře vedené hospodářství, jehož centrem se stala opevněná řádová komenda. Komtuři se zde poměrně často střídali. Roku 1326 se připomíná komtur Havel, 1332 Mikuláš Pusser, 1337 Konrád ze Cvikova a v letech 1361–1364 Jakub (Jaklin). V roce 1382 zde žili tři bratři rytíři, v jejichž čele stál komtur Václav Srša z Drahotuše. Z panství komendy se již v této době exportovalo obilí a výnosy zdejšího hospodářství byly ve své době na mimořádné výši. Ročně komenda vynášela padesát kop grošů. Na panství se choval i dobytek. Tak v letech 1381–1383 se chovalo v Býčkovicích 53 krav, 568 ovcí, 29 koní, 18 hříbat a 160 prasat. Komenda promyšleně hospodařila a vedle komendy a kostela zde byl i rozsáhlý panský dvůr. K hospodářství patřily také vinice, které zásobovaly vínem ostatní řádové komendy.
V roce 1404 spravoval býčkovickou komendu přímo zemský komtur spolu s nejvýznamnějším českým komturstvím v Chomutově. Již před rokem 1406 zde opět byl samostatným komturem Albrecht z Dubé. V roce 1409 založili němečtí rytíři u Býčkovic velký rybník (dnes zaniklý),[zdroj⁠?!] ale celkové zadlužení řádu v Čechách vedlo k tomu, že zemský komtur Oldřich z Ústí musel 4. dubna 1409 býčkovickou komendu zastavit. Původně měla být zastavena na dobu šesti let s ročním nájmem ve výši sedmdesát kop grošů, ale v zástavě zůstala až do husitských válek. Prvním zástavním držitelem se stal Herš z Vrutice, kterého roku 1412 vystřídal Bohuněk z Valovic. Ještě před uplynutím šestileté lhůty zkonfiskoval řádový majetek král Václav IV. a sám jej zastavil. Pro zajímavost lze dodat, že na panství býčkovické komendy byla hora, na níž si roku 1421 postavil Jan Žižka svůj hrad Kalich.

## Lokalizace komendy
Vzhledem k nejasné lokalizaci místa, kde komenda stávala, nelze rozhodnout, zda svou podobou patřila mezi hrady nebo tvrze. Poloha bývá uváděna v prostoru mezi čp.  46, 47 a 28, nebo u domu čp. 73, kde se dochovaly pozůstatky tvrze z šestnáctého století.
Podle Jaroslava Pachnera stával areál v okolí domu čp. 36 a sousední barokní býčkovické fary. Součástí zdmi ohrazeného areálu je budova staré školy, která bývala starší farou a snad obsahuje i pozůstatky některé ze staveb řádové komendy. V areálu stával také kostel svatého Havla zbořený v letech 1834–1835. Jeho západní zeď se v podobě dvou nároží snad částečně dochovala v hřbitovní zdi východně od barokní fary. Další architektonické články byly nalezeny při hloubení základů domů čp. 46 a 47.